# Gesina ter Borch
Gesina ter Borch est une peintre, aquarelliste et dessinatrice du siècle d'or néerlandais, née et morte dans l'actuelle province d'Overijssel aux Pays-Bas.

## Biographie
Gesina ter Borch serait née soit le 15 novembre 1631 à Deventer semble-t-il ou alors, en décembre 1633 peut-être à Zwolle puis baptisée le 13 de ce même mois. Son père Gerard ter Borch (I) (nl) a débuté comme peintre avant d'occuper une fonction administrative à Zwolle. Il encourage ses fils, dont Gerard ter Borch et Moses ter Borch (nl) deux demi-frères de Gesina, dans leurs pratiques artistiques, mais ne se préoccupe pas de celles de sa fille.
Gesina apprend le dessin au contact de ses frères Harmen et Moses, mais surtout grâce à maître d'école. Elle commence par travailler la calligraphie et commence un cahier de copies de poèmes ou d'aphorismes divers. Peu à peu, elle peint à l'aquarelle des illustrations de ces textes. En 1652, elle commence un nouveau cahier où chaque poème copié est illustré par une aquarelle rehaussé d'or et d'argent. En 1660, celui-ci achevé, elle en commence un troisième, dans lequel Henrik Jordis, un marchand et auteur peut-être prétendant de Gesina, écrit la pièce allégorique Triomphe der Schillderconst over de Dodt. Gesina illustre ce texte, mais en 1662, Henrik Jordis n'est plus mentionné dans les cahiers de Gesina. Alors que ce cahier recueille les peintures les plus riches, elle le délaisse pour en faire un recueil d'œuvres de ses frères.
À partir du milieu des années 1660, Gesina peint des huiles sur toile. La plus importante est le portrait posthume de Moses ter Borch pour lequel elle collabore avec son frère Gerard. Depuis la fin des années 1640, elle entretient une relation privilégiée avec celui-ci, et il l'encourage dans son activité artistique.
Si une relation amoureuse avec Henrik Jordis est possible, elle n'a pas de suite et Gesina ne se marie pas ; elle vit toute sa vie dans une maison de la Sassenstraat à Zwolle, si ce n'est quelques déplacements pour revoir son frère Gerard à Deventer ou sa sœur Jenneken Schellinger à Amsterdam. Lorsque celle-ci meurt en 1675, elle recueille ses trois filles. Elle meurt probablement le 16 avril 1690 à Zwolle,,,.

## Analyse
Privilégiant l'aquarelle et le papier, Gesina ter Borch s'intéresse à des sujets moins nobles que ceux destinés à la peinture sur toile. Elle est ainsi plus proche de la vie quotidienne et des aspirations des Néerlandais de l'époque. Elle dépeint notamment la vie nocturne de la jeunesse néerlandaise s'essayant au jeu de la séduction à la lumière de la lune ou d'une bougie, alors que les parents, ou le mari, dorment.
Plusieurs œuvres traitant de ce sujet se retrouvent dans les cahiers de Gesina ter Borch et permettent de suivre son évolution artistique. Dans le premier, une aquarelle illustre un poème dans lequel un jeune Espagnol tente vainement, de nuit, d'attirer une jeune Néerlandaise assise à sa fenêtre. L'aquarelle est monochrome et comporte peu de détails, seuls les personnages sont plus soignés. Plus tard, un sujet semblable révèle une meilleure maîtrise du dessin, beaucoup plus détaillé. Toujours monochrome, pour transcrire la nuit qui ne connaît pas l'éclairage public, l'aquarelle fait surgir de rares points de lumière dans le lointain, évoquant les jeux de la jeunesse. Cela permet aussi un travail fin sur les ombres des personnages et du décor. Enfin, certaines œuvres plus tardives intègrent davantage de couleurs, mettant mieux en valeur les personnages.

## Reconnaissance et héritage
Gesina ter Borch est une artiste à l'époque reconnue, comme le prouvent les éloges qui lui sont adressées et qu'elle conserve dans ses carnets. Elle y garde aussi de nombreux dessins de ses frères et stipule dans son testament que ceux-ci ne devront jamais quitter la famille. Grâce à cela, ces œuvres seront précieusement conservées. Lorsque le dernier descendant connu de la famille meurt en 1886, le Rijksmuseum achète la quasi-totalité de ses cahiers et de leurs illustrations.

## Gesina modèle
Gesina ter Borch fut probablement le modèle de son frère Gerard ter Borch.

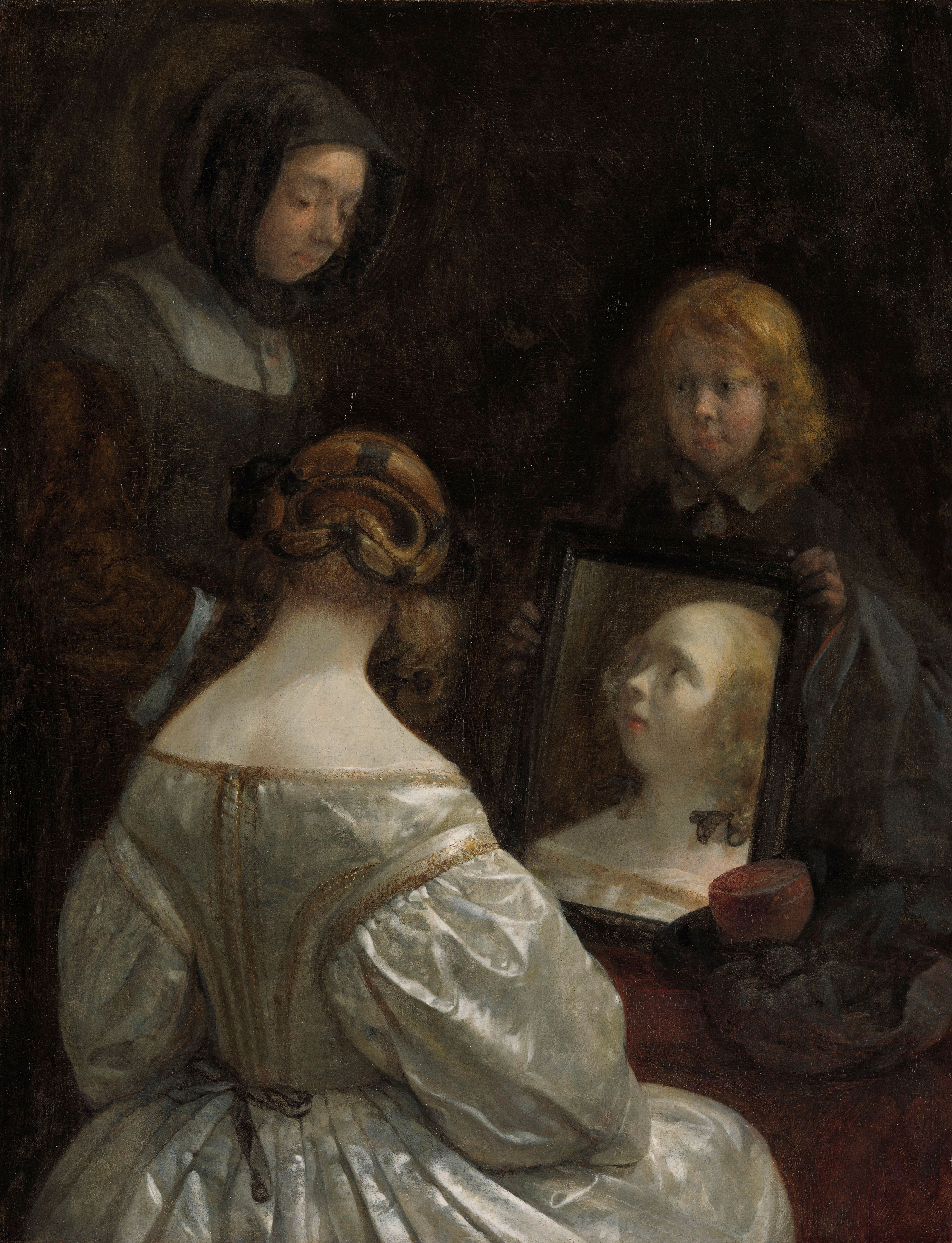
Femme devant un miroir, 1652, Rijksmuseum.
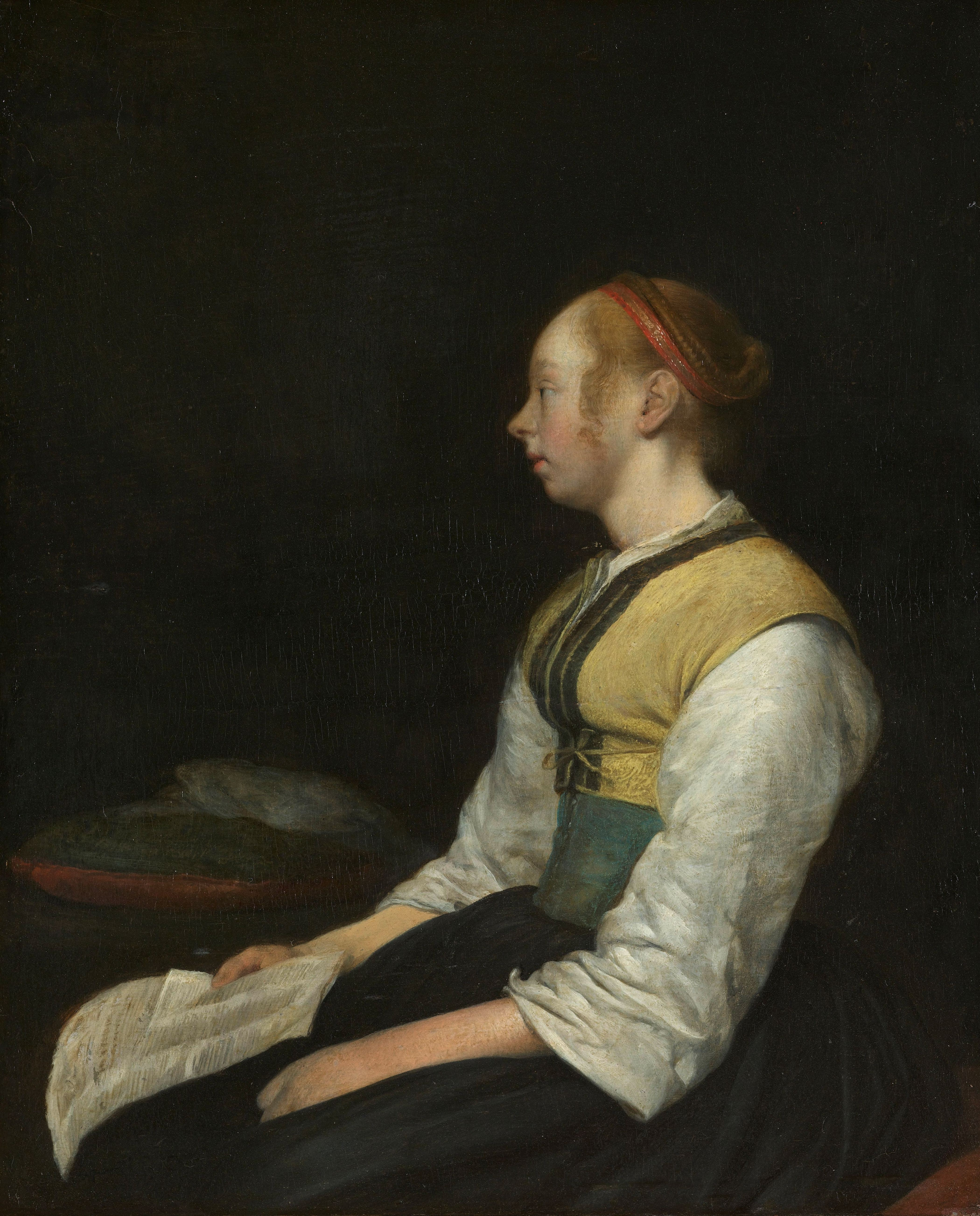
Jeune fille assise, vers 1650, Rijksmuseum.
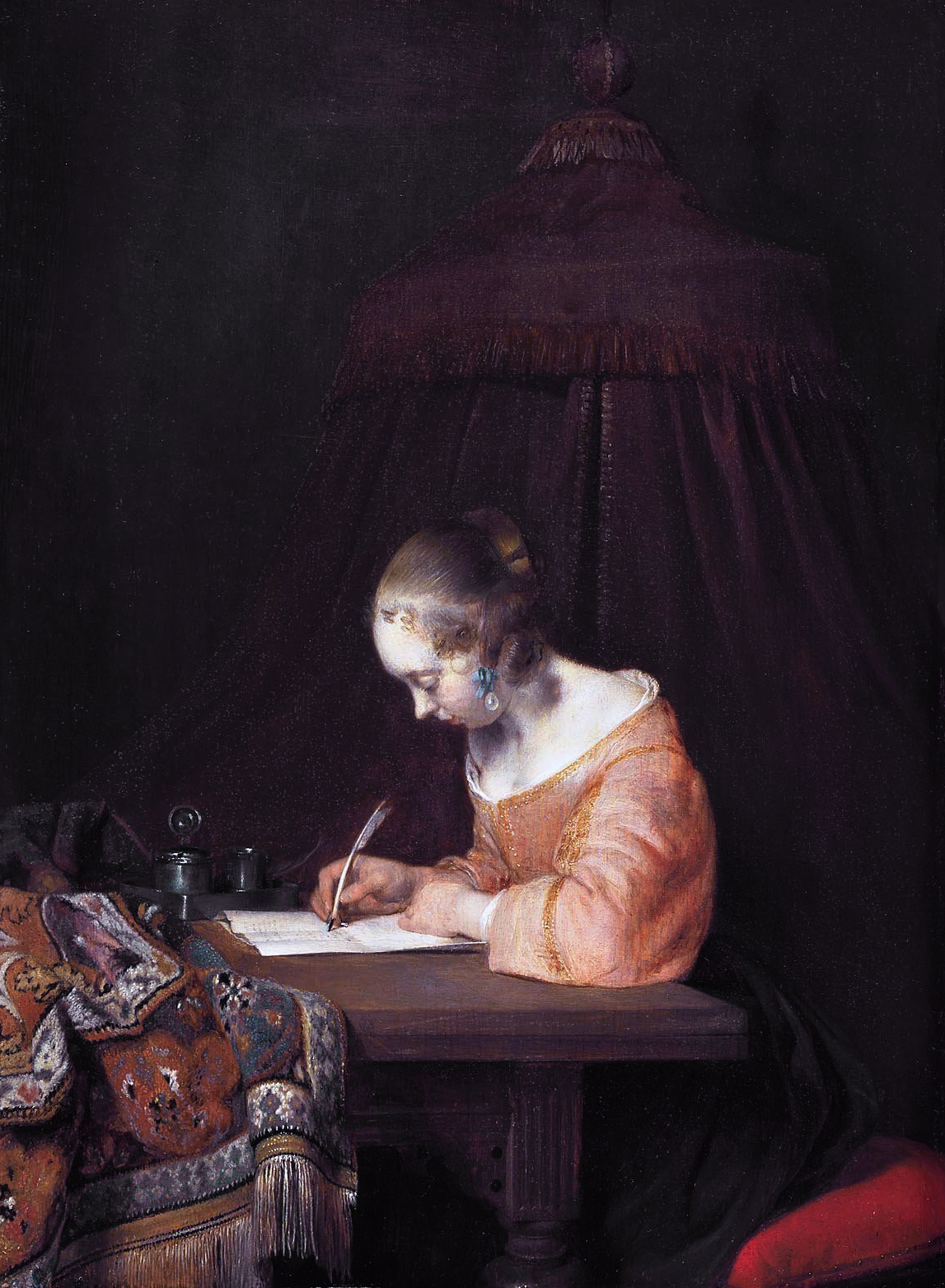
Femme écrivant une lettre, vers 1655, Mauritshuis.

## Gesina artiste

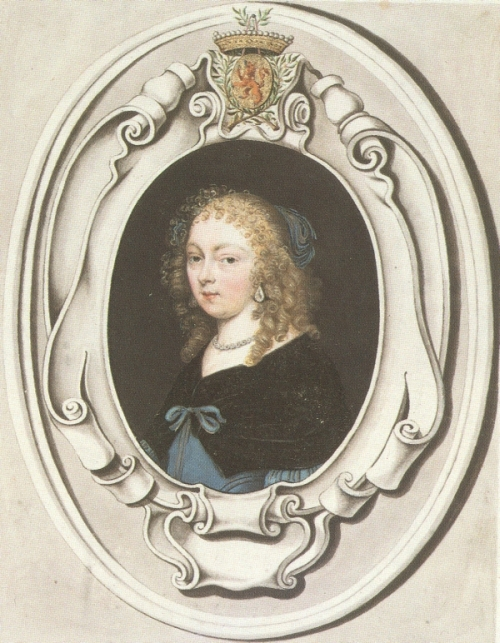
Autoportrait.
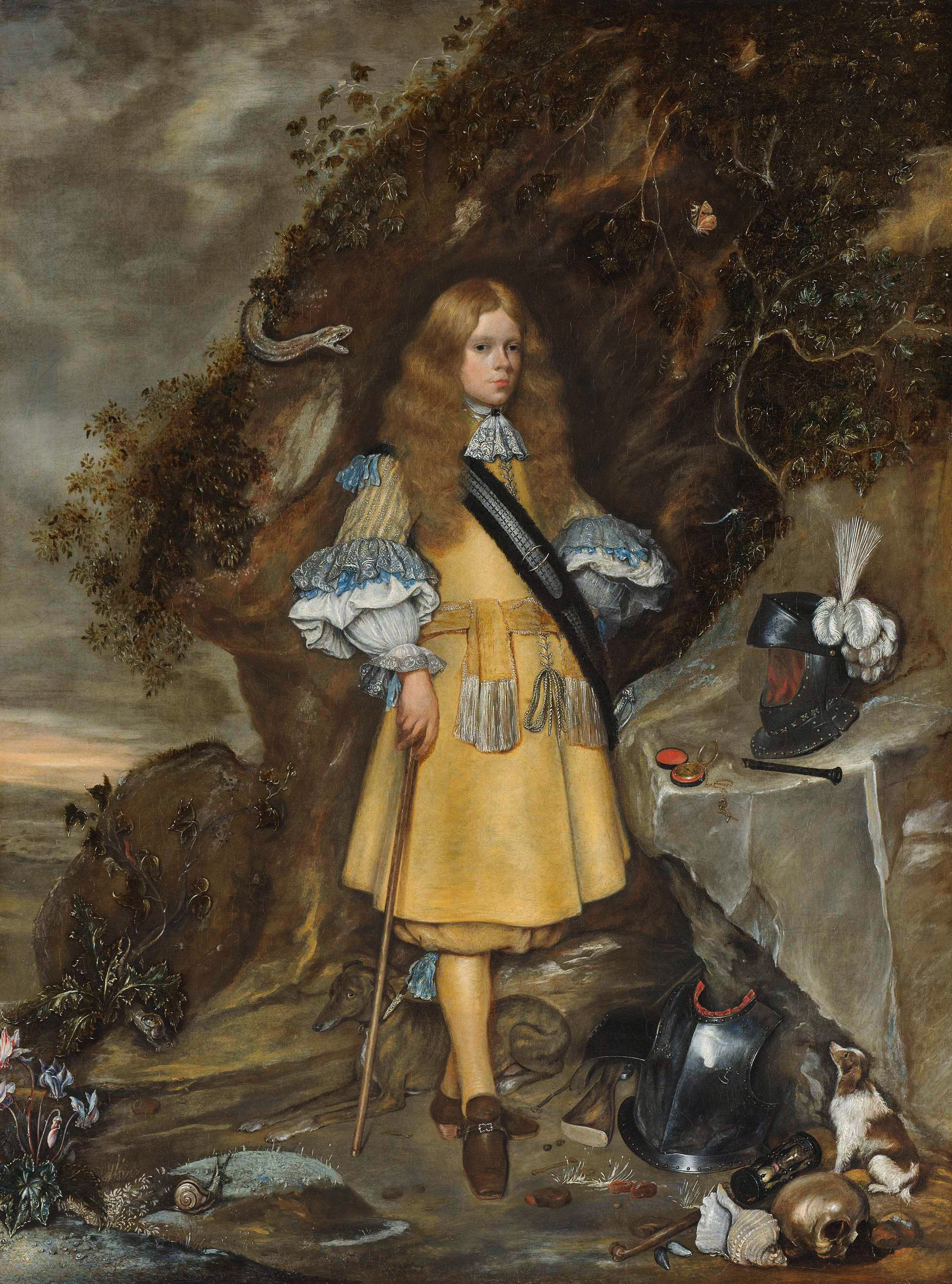
Portrait posthume de Moses ter Borch (nl)[Note 6] réalisé avec  Gerard ter Borch. Entre 1667 et 1669.
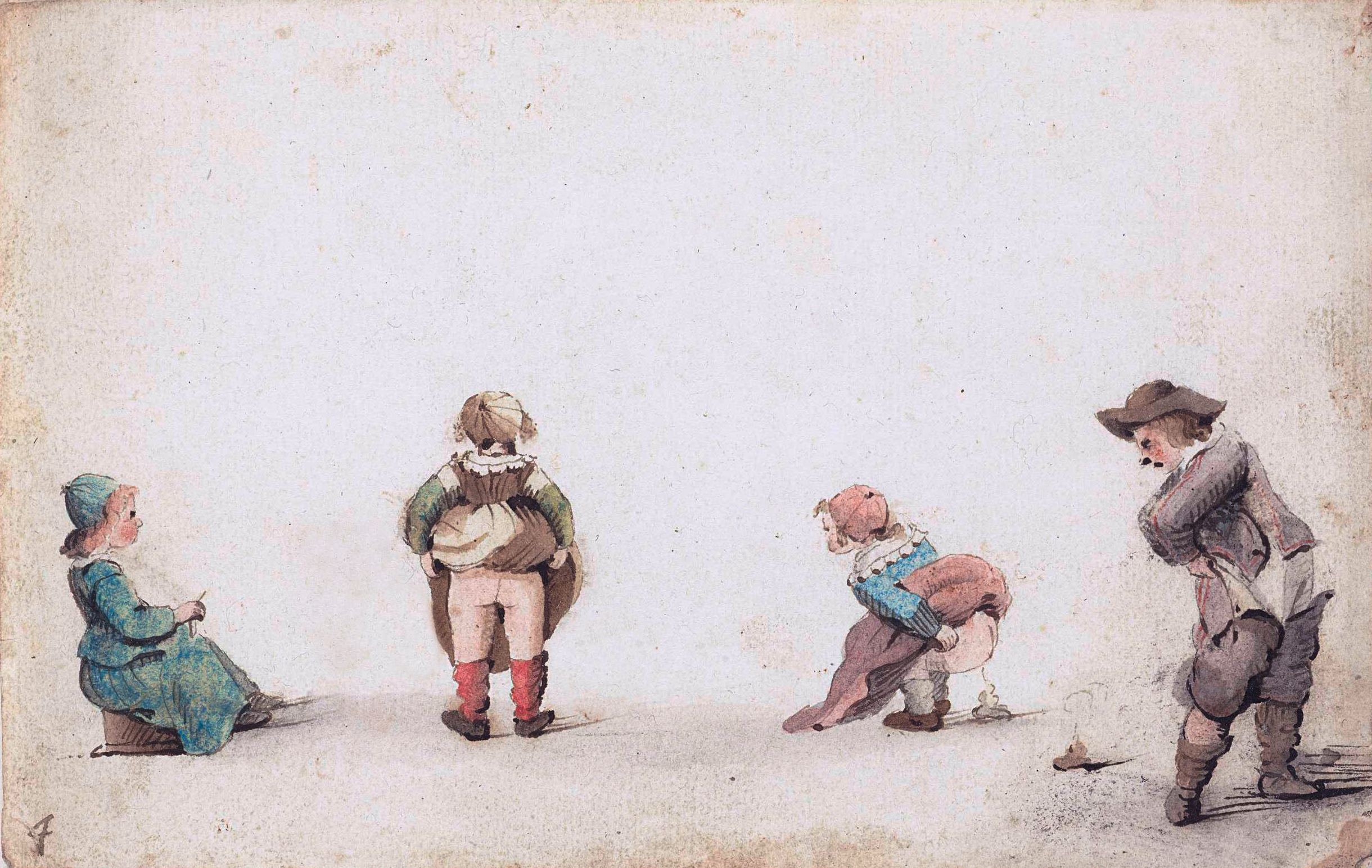
Enfants qui se soulagent eux-mêmes, 1649 ou 1650.
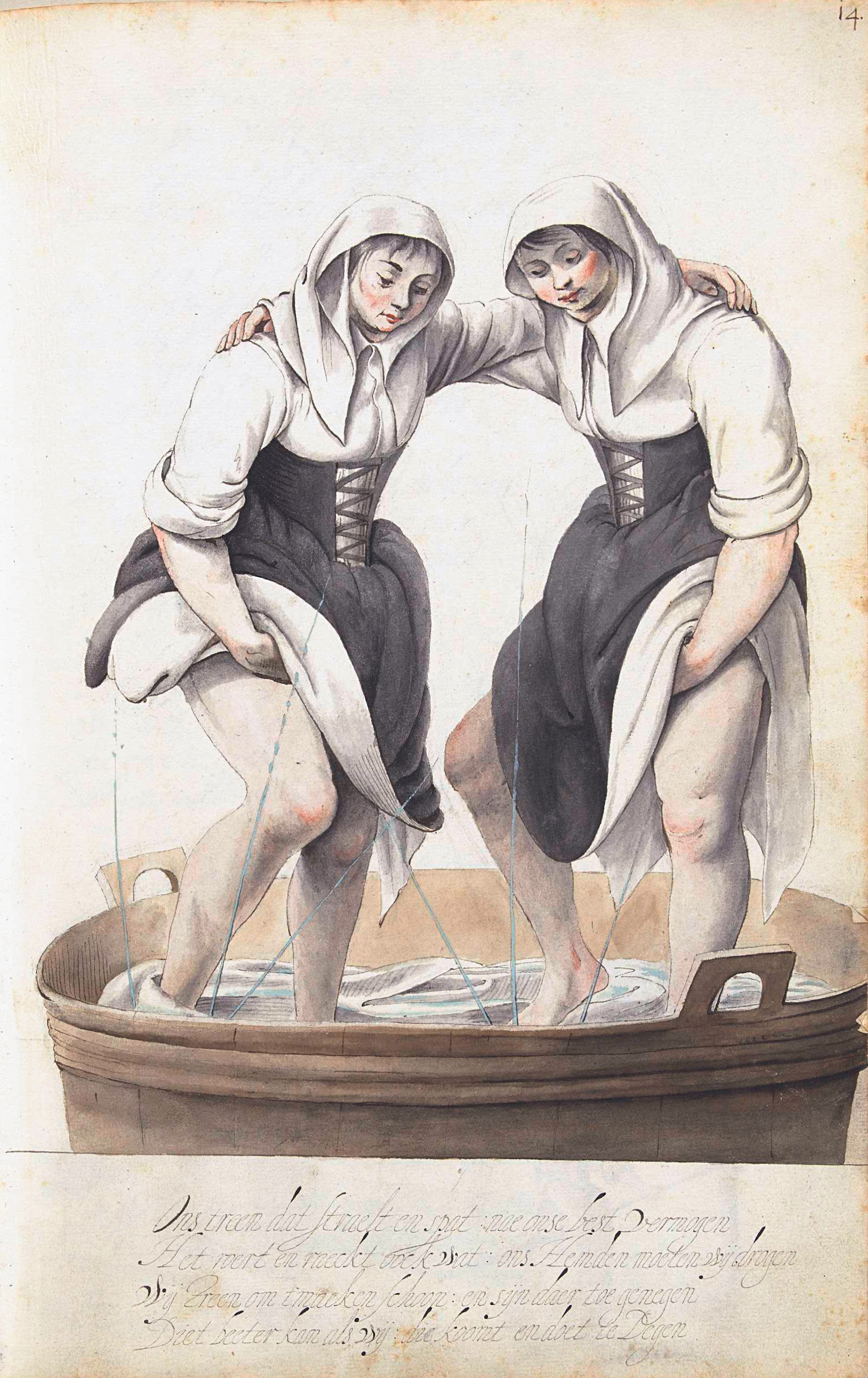
Deux laveuses, 1652 ou 1653.
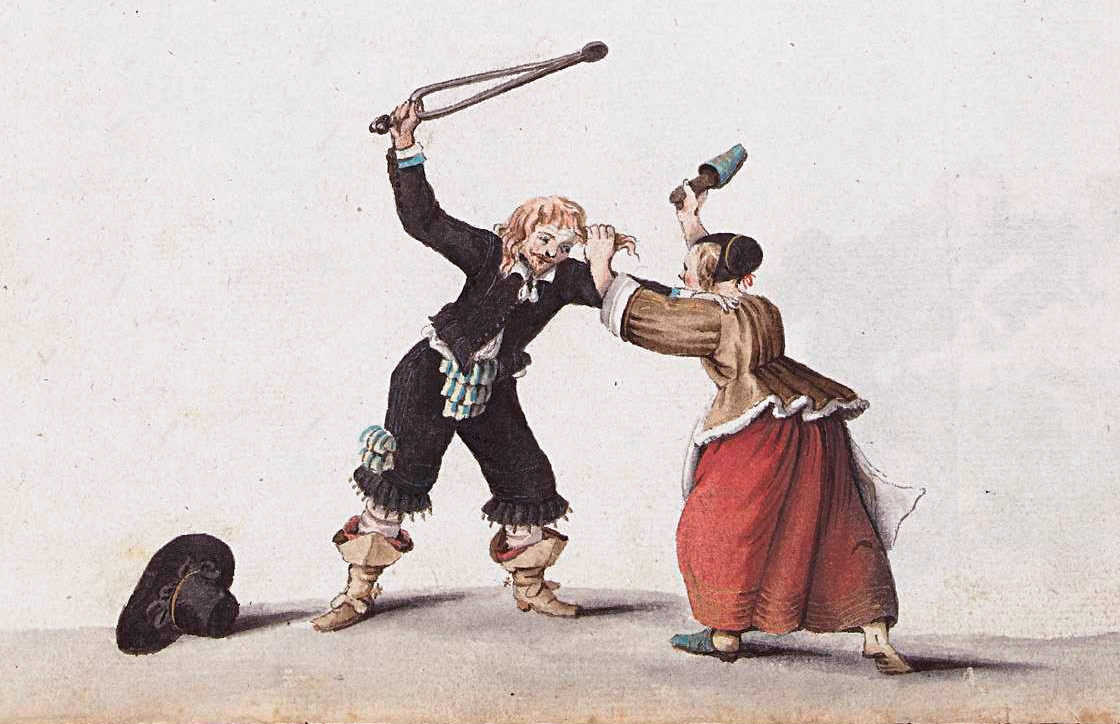
Une dispute.